# 임복 (1521년)
임복(林復, 1521년 ~ 1576년) 또는 정자공(正字公) 휘 복은 조선의 문신 겸 시인이다. 본관은 나주, 자는 희인(希仁), 호는 풍암(楓巖)이다. 나주 임씨 정자공파의 파조이며 시조 임비의 16세손이다.

## 생애
1521년(중종 16), 아버지 임붕과 이종의(李宗義)의 딸인 어머니 사이에서 태어났다. 증조할아버지는 임귀연, 할아버지는 임평이다.
1546년(명종 1), 증광 을과에 급제, 승문원정자에 등용되었으나 이듬해인 1547년에 정미사화(양재역 벽서사건)에 연루되어 삭주로 유배되었다가 1551년에 특사로 풀려나 귀향했다가 선조 초에 박사에 임명되었는데 무고를 받아 취임하지 못하고 재귀향하여 살다가 1576년(선조 9)에 사망하였다. 사후 병조판서에 증직되었다.